# Барьядаев, Константин Лаврентьевич
Константин Лаврентьевич Барьядаев (27 февраля 1917 —  23 мая 1983) — советский хозяйственный, государственный и политический деятель.

## Биография
Родился в 1917 году в улусе Бильчир. Член ВКП(б) с 1940 года.
С 1935 года — на хозяйственной, общественной и политической работе. В 1935—1967 гг. — счетовод, экономист, инструктор «Буркоопсоюза», председатель районного Союза потребительских обществ, председатель Исполнительного комитета районного Совета, управляющий делами СМ Бурят-Монгольской АССР, председатель колхоза, 1-й секретарь районного комитета КПСС, директор Бурятского треста совхозов, начальник производственного колхозно-совхозного управления, Председатель Совета Министров Бурятской АССР. С 1967 — директор Бурятской государственной республиканской сельскохозяйственной опытной станции. Создатель и руководитель Бурятского научно-исследовательского института сельского хозяйства СО ВАСХНИЛ (с 1975 г. — директор Республиканского  комплексного научно-исследовательского отдела Сибирского отделения ВАСХНИЛ; с 1980 г. - директор  Бурятского научно-исследовательского института сельского хозяйства Сибирского отделения ВАСХНИЛ). Кавалер двух орденов «Знак Почёта», заслуженный ветеринарный врач Бурятской АССР.
Избирался депутатом Верховного Совета РСФСР 6-го созыва, Верховного Совета СССР 7-го созыва.